# Lee Jung-eun
Lee Jung-eun (* 23. Januar 1970 in Seoul) ist eine südkoreanische Schauspielerin. Internationale Bekanntheit erlangte sie 2019 als Haushälterin Gook Moon-gwang in Bong Joon-hos Film Parasite.

## Leben
Lee Jung-eun studierte bis 1992 Theater und Film an der Hanyang-Universität, ihre Laufbahn als Schauspielerin begann sie 1991 in einer Aufführung von Ein Sommernachtstraum. In den ersten Jahren ihrer Schauspielkarriere war Lee Jung-eun ausschließlich als Theaterschauspielerin tätig. Ihr Filmdebüt gab sie schließlich 2000 im Drama A Masterpiece In My Life.
2009 spielte Lee Jung-eun eine kleine Nebenrolle in Bong Joon-hos Kriminalfilm Mother. Nach weiteren, meist nur kleinen Auftritten in Filmen wie The Wailing – Die Besessenen, Okja (ebenfalls unter der Regie von Bong Joon-ho) und A Taxi Driver erlangte sie 2019 internationale Bekanntheit durch ihre Rolle der Haushälterin Gook Moon-gwang in Bong Joon-hos vielfach ausgezeichneten Film Parasite, für den sie 2019 einen Blue Dragon Award als beste Nebendarstellerin sowie 2020 eine Nominierung für den Asian Film Award in derselben Kategorie erhielt. Im Folgejahr spielte sie eine der Hauptrollen im Drama The Day I Died: Unclosed Case.
Neben ihrer Filmkarriere ist Lee Jung-eun vor allem als Darstellerin in Fernsehserien aktiv, darunter 2015 als Seobingo in 16 Folgen von Oh My Ghost, 2016 bis 2017 in 11 Folgen von Weightlifting Fairy Kim Bok-joo sowie 2020 in 12 Folgen der Netflix-Serie My Holo Love als Mutter der Hauptfigur Han So-yeon. 2021 war sie in einer der Hauptrollen als Kim Eun-sook in der Serie Law School zu sehen. 2022 spielte Lee im Independent-Film Hommage die Hauptrolle einer Filmproduzentin, die in einer Schaffenskrise steckt. Für ihre schauspielerische Leistung in diesem Film wurde sie bei den Asia Pacific Screen Award und dem London East Asia Film Festival als beste Darstellerin ausgezeichnet. Im selben Jahr folgten Hauptrollen in den Serien Juvenile Justice und Yonder.
2024 wirkte Lee unter anderem als Hauptdarstellerin an der Seite der Apink-Sängerin Jung Eun-ji in der Serie Miss Night and Day sowie in einer Nebenrolle in der Miniserie The Frog mit.

## Filmografie (Auswahl)
- 2000: A Masterpiece In My Life
- 2001: Wanee wa Junah
- 2009: Mother (Madeo)
- 2013: Byeon-ho-in
- 2015: Oh My Ghost (O Naui Gwisinnim; Fernsehserie, 16 Folgen)
- 2016–2017: Weightlifting Fairy Kim Bok-joo (Yeokdoyojeong Gim Bokju; Fernsehserie, 11 Folgen)
- 2016: The Wailing – Die Besessenen (Gokseong)
- 2017: Okja
- 2017: Battleship Island (Gunhamdo)
- 2017: A Taxi Driver (Taxi Unjeonsa)
- 2018: Miss Baek
- 2019: Miseongnyeon
- 2019: Parasite (Gisaengchung)
- 2020: My Holo Love (Na Hollo Geudae; Fernsehserie, 12 Folgen)
- 2020: Hi Bye, Mama! (Haibai, Mama!; Fernsehserie, 4 Folgen)
- 2020: Miseuteo Ju: Sarajin VIP
- 2020: The Day I Died: Unclosed Case (Naega Jugdeon Nal)
- 2021: The Book of Fish (Jasaneobo)
- 2021: Law School (Roseukul; Fernsehserie, 16 Folgen)
- 2021: Hometown Cha-Cha-Cha (Gaenmaeul Chachacha; Fernsehserie, 1 Folge)
- 2022: Hommage (Omaju)
- 2022: Juvenile Justice (Sonyeon Simpan; Fernsehserie, 10 Folgen)
- 2022: Soundtrack #1 (Saundeuteuraek #1; Fernsehserie, 4 Folgen)
- 2022: Yonder (Yondeo; Fernsehserie, 6 Folgen)
- 2023: Dr. Cheon and Lost Talisman (Cheonbaksa Toema Yeonguso: Seolgyeongui Bimil)
- 2023: A Bloody Lucky Day (Unsu ojin nal; Fernsehserie, 10 Folgen)
- 2023: Daily Dose of Sunshine (Jeongsinbyeongdongedo Achimi Wayo; Fernsehserie, 12 Folgen)
- 2024: Miss Night and Day (Natgwa bami dareun geunyeo; Fernsehserie, 16 Folgen)
- 2024: The Frog (Amudo Eobsneun Supsokeseo; Fernsehserie, 8 Folgen)
- 2024: Light Shop (Jomyeonggage; Fernsehserie, 8 Folgen)